# Raymond Cordy
Raymond Cordy (* 9. Dezember 1898 in Vitry-sur-Seine; † 23. April 1956 in Paris) war ein französischer Schauspieler.

## Leben und Wirken
Cordy wirkte zu Beginn seiner Karriere als Bühnenschauspieler besonders in Boulevardstücken und auf Vaudeville-Bühnen mit. Seit 1930 beim Film, war seine Arbeit bald eng mit dem Wirken des Regisseurs und Produzenten René Clair verbunden.
Sein Rollentypus war der des Durchschnittsfranzosen, ob als Gauner oder als Charmeur. In Es lebe die Freiheit spielte Cordy den Gefängnisausbrecher Louis, der dank seiner Schlitzohrigkeit bis zum Fabrikbesitzer aufsteigt. Meist blieben ihm jedoch nur wenig profilierte Nebenrollen in wenig bekannten Filmen.

## Filmografie (Auswahl)
- 1930: Die kleine Lise (La Petite Lise)
- 1931: Kopfüber ins Glück (Chacun sa chance)
- 1931: Die Million (Le Million)
- 1931: Es lebe die Freiheit (À nous la Liberté)
- 1932: Die hölzernen Kreuze (Les croix de bois)
- 1933: Der 14. Juli (14 Juillet)
- 1934: Der letzte Milliardär (Le Dernier milliardaire)
- 1935: Spiel in Monte Carlo (Pension Mimosas)
- 1935: Blutsbrüder 1918 (L’Équipage)
- 1936: Zünftige Bande (La Belle équipe)
- 1942: Das unheimliche Haus (Les Inconnus dans la Maison)
- 1943: Walzer in Weiß (La Valse blanche)
- 1945: Ich zahle nie! (Le Roi des resquilleurs)
- 1947: Schweigen ist Gold (Le Silence est d'or)
- 1949: Perrucha, die Tochter der Nacht (L’Épave)
- 1950: Der Pakt mit dem Teufel (La Beauté du diable)
- 1951: Frauen, Liebe, Legionäre (Capitaine Ardant)
- 1952: Die Schönen der Nacht (Les Belles de nuit)
- 1952: Anna und der Henker (l boia di Lilla)
- 1952: Sommernächte mit Manina (Manina, la Fille sans voiles)
- 1953: Kinder der Liebe (Les Enfants de l’Amour)
- 1955: Callaghan schlägt zu (À toi de jouer)
- 1955: Das große Manöver (Les grandes manœuvres)
- 1956: Der Widerspenstigen Zähmung (La fierecilla domada)